# Dina Slama
Dina Slama, glasbenica, čembalistka, zborovodja, skladateljica, kulturna delavka, glasbena pedagoginja, * 26. januar 1941, Trst

## Življenje in delo
Rodila se je v Trstu očetu Štefanu in materi Mariji Glavič. Slovensko osnovno in srednjo šolo je obiskovala pri Sv. Jakobu, nato glasbeni konservatorij "G. Tartini" v Trstu, kjer je leta 1962 diplomirala iz klavirja in leta 1965 iz čembala, istočasno je študirala tudi solo petje. Iz čembala se je izpopolnjevala pri Ruggeru Gerlinu, iz renesančnega in baročnega petja pa pri Andreju von Ramm in pri Mariu Ubertiju. Študirala je tudi orgle in skladateljstvo s C. Tomejem. Leta 1969 je v Rimu dosegla habilitacijo za poučevanje. Medtem se je leta 1963 omožila s flavtistom Milošem Pahorjem. Poučevala je glasbeno vzgojo in petje na raznih slovenskih šolah v Trstu (1961–70), nato klavir na glasbenem liceju »Jacopo Tomadini« v Vidmu (1970–74), od  leta 1974 pa komorno glasbo na tržaškem konservatoriju »G. Tartini« do upokojitve. Mnogo je koncertirala, bodisi v Italiji kot po Evropi. Leta 1963 je bila soustanoviteljica Tržaškega baročnega ansambla, od leta 1964 stalno nastopa v duu Pahor-Slama s soprogom (kjer igra klavir ali čembalo), s katerim je leta 1984 ustanovila skupino baročne glasbe Gallus Consort. Sodelovala je pri ustanovitvi Oddelka za staro glasbo pri Glasbeni matici v Trstu, kjer je poučevala čembalo in vodila vokalno skupino.
Ob koncertih je Dina Slama tudi snemala za razne radijske in TV postaje ter posnela več plošč, največ z možem  a tudi z drugimi izvajalci, še posebno s skupino Gallus Consort.  Poučevala je petje ali komorno glasbo na raznih poletnih tečajih (Rim, Urbino, Colloredo, Čedad, Radovljica). Medtem je stalno pisala skladbe, bodisi za razne komorne sestave kot za glas in instrumente na tekste raznih slovenskih avtorjev (S. Kosovel, F. Prešeren, A. Pregarc, I. Žerjal, J. Murn, M. Košuta, A. Furlan, L. Šorli, K. Kovič).  Njene skladbe so izdale razne založbe, Videmska založba Pizzicato je na primer izdala njen Triptih na Trubarjeve teme, Rondò scherzoso, Pet pesmi za ženske glasove (na tekste O. Župančiča, Kajuha, C. Zlobca), v svojem katalogu ima več kot 30 Slamovih del. Njena dela izdajajo tudi druge založbe (College Music iz Forlija , Mladika iz Trsta,   otroška revija Galeb iz Trsta ). Piše skladbe za inštrumente, a tudi za mešane zbore in za otroške zbore.  Od leta 1955 je vodila (in tudi orglala vsako nedeljo pri slovenski sv. maši) Šentjakobski cerkveni pevski zbor v Trstu,  za katerega je tudi napisala mnogo maš in duhovnih pesmi. 
Dina Slama je bila prava duša in motor za najrazličnejše prireditve pri Šentjakobskem kulturnem društvu, pri katerem je vodila otroški pevski zbor in mladinsko dramsko skupino, za katero je prirejala a tudi pisala izvirne dramske tekste. Vsako leto je režirala in postavila na oder vsaj tri različne dramske predstave: oktobra meseca za misijonski dan, decembra za božič in meseca februarja za pustno prireditev. Navadno so nastopali v Marijinem domu Marije Milostljive (v ulici Risorta v Trstu), a tudi po drugih odrih v okolici. Njene dramske skupine so bile večkrat deležne nagrade Mladi oder, ki jo podeljuje Slovenska prosveta. Sodelovala je tudi z Zvezo cerkvenih pevskih zborov iz Trsta in dirigirala zbore na strokovnih poletnih seminarjih, ki jih ZCPZ prireja vsako leto.
V sodelovanju z možem je mnogo let organizirla sezono za koncertni ciklus stare in sodobne glasbe »Repentabor«, ki se je v jesenskem času odvijal cerkvici na Tabru in kjer so nastopali svetovno znani ansambli in solisti.
Leta 2024 ji je Slovensko Ceciljino društvo podelilo zlato Riharjevo plaketo za izjemne ustvarjalne, poustvarjalne in organizacijske dosežke v daljšem obdobju in za nenehno delo v cerkveni glasbi. 